# Apostolska nunciatura v Kamerunu
Apostolska nunciatura v Kamerunu je diplomatsko prestavništvo (veleposlaništvo) Svetega sedeža v Kamerunu, ki ima sedež v Jaoundeju.
Trenutni apostolski nuncij je Piero Pioppo.

## Seznam apostolskih nuncijev
- Luigi Poggi (31. oktober 1966–21. maj 1969)
- Ernesto Gallina (16. julij 1969–13. marec 1971)
- Jean Jadot (15. maj 1971–23. maj 1973)
- Luciano Storero (30. junij 1973–14. julij 1976)
- Josip Uhač (7. oktober 1976–3. junij 1981)
- Donato Squicciarini (16. september 1981–1. julij 1989)
- Santos Abril y Castelló (2. oktober 1989–24. februar 1996)
- Félix del Blanco Prieto (4. maj 1996–5. junij 2003)
- Eliseo Antonio Ariotti (17. julij 2003–5. november 2009)
- Piero Pioppo (25. januar 2010–danes)